# Mirjana D. Stefanović
Mirjana D. Stefanović (Novi Sad, 16. oktobar 1950) srpski je istoričar književnosti i profesor univerziteta. Autor i urednik mnogobrojnih knjiga i dela.
Bila je redovni profesor Teorije književnosti i Srpske književnosti XVIII veka na Filozofskom fakultetu u Novom Sadu.

## Biografija
Rođena je 16. oktobra 1950. u Novom Sadu. Gimnaziju prirodno-matematičkog usmerenja završila je u rodnom gradu, gde je i studirala na Filozofskom fakultetu, Odsek za jugoslovenske književnosti (1969-1973) Poslediplomski studij književnosti završila je na istom fakultetu (1976) i odbranila je magistarski rad „Struktura srpskohrvatskog asimetričnog deseterca u predvukovskim zapisima” (mentor prof. dr Svetozar Petrović). Doktorsku tezu „Stih i strofa srpske građanske poezije” odbranila je na istom fakultetu 1989. godine (mentori: prof. dr Borivoje Marinković i prof. dr Svetozar Petrović).
Na Filozofskom fakultetu u Novom Sadu zaposlena je od 1974. godine, najpre u zvanju aistenta-pripravnika, potom aisstenta, docenta, vanrednog profesora. U zvanje redovnog profesora izabrana je 1999. godine i tu je radila sve do odlaska u penziju 2016. godine. Od 1996. godine radi kao gostujući profesor na Slavističkoj katedri Univerziteta u Szegedu, gde je 2009. godine stekla diplomu stalnog gostujućeg profesora u zvanju docenta.
Bila je gostujući profesor u Nemačkoj (Göttingen, 1983; Regensburg: dva semestra 2000. i 2002) i Austriji (Wien, dva semestra: 2005 i 2007).
Bila je šef Odseka za srpsku književnost, Filozofski fakultet, Novi Sad (1987–2005), predavala na istom fakultetu: Teoriju književnosti, Srpsku književnost XVIII veka, Istoriju srpske kulture, Retoriku, Stilistiku,Istoriju srpske lirike (na master studijama), Periodizaciju srpske književnosti (na master studijama); Srpsko-nemačke književne veze (na doktorskim studijama).
Bila član redakcije Letopisa Matice srpske (Novi Sad), Književne istorije (Beograd), Zbornika Matice srpske za klasične nauke (Novi Sad) ; glavni urednik glasila Univerziteta u Novom Sadu.
Bila je član nekoliko međunarodnih i nacionalnih naučnih projekata iz oblasti teorije stiha i istorije srpske književnosti: „Slowianska metryka porownawcza” (Poljska akademija nauka, Warszawa), projekti o izučavanju književnosti pri Odseku za srpsku književnost Filozofskog fakulteta u Novom Sadu (ukupno 5).
Od 2018. je dobrotvor Galerije Matice srpske.

## Bibliografija

### Monografije priređene knjige
- Srpsko građansko pesništvo , M. D. Stefanović i dr., Novi Sad 1988.[5]
- Srpska građanska poezija. Ogled iz istorije stiha , Valjevo 1992 [6]
- Lazar Bojić, Pamjatnik mužem u slaveno-serbskom knjižestvu slavnim (uvodna studija i priređivanje teksta), Novi Sad 1994.
- Vladimir Ćorović, Scripta Minora. (Neobjavljeni rukopisi), za štampu prir. M. D. Stefanović, bibliografija i komentari Borvoje Marinković, Valjevo 1998.
- Vladimir Ćorović, Lukijan Mušicki. Studija iz srpske književnosti, za štampu prir. M. D. Stefanović, Novi Sad 1999.
- M. D. Stefanović i dr., Da opoznaem svoite susedi. Obrazum na „drugia” v literaturata na Balkanite , Sofia 2002.
- Pavel Jozef Šafarik, Istorija srpske književnosti, prir. za štampu, prema rukopisu, M. D. Stefanović, Novi Sad 2004.[7]
- Lukijan Mušicki, Pesme , uvodna studija, prir. pesme i komentari M. D. Stefanović, Novi Sad 2006.
- Vladimir Ćorović, Srpska zemlja i srpska historija. (Neobjavljeni rukopisi 2) , Novi Sad 2007.
- Biblioteka srpske književnosti , Čigoja štampa, Beograd 2007.[8][9]
- Istorija srpske kulture (na srpskom i na mađarskom. skripta), Szeged 2007.
- Kratki uvod u ustoriju srpske kulture, Beograd, 2008.[10]
- Sabrana dela Dositeja Obradovića, knj. 1, Dositejeva zadužbina, Beograd 2007.Priredila za štampu, autorka komentara (str. 159-203); autorka rečnika manje poznatih reči (str. 203-220), autorka registra imena i geografskih naziva (str. 221-230) i autorka uvodnog teksta u Sabrana dela (str. 5-11).[11]
- Sabrana dela Dositeja Obradovića, knj. 4, Dositejeva zadužbina, Beograd 2008.
- Sabrana dela Dositeja Obradovića, knj. 5, Dositejeva zadužbina, Beograd 2008.
- Sabrana dela Dositeja Obradovića, knj. 6, Dositejeva zadužbina, Beograd 2008.
- Emanuil Janković, Tergovci, Beograd, 2008.
- Leksikon srpskog prosvetiteljstva, Službeni glasnik, Beograd 2009.[12][13]
- K. Taranovski: O srpskom stihu, prir. M. D. Stefanović, Službeni glasnik, Beograd, 2010, str. 291-310.
- Milan Ćurčin: Srpski trohej, prir. M. D. Stefanović, Službeni glasnik, Beograd, 2010
- Autobiografija. Službeni glasnik, Beograd, 2010, 169 str.[14]
- Dositej Obradović, Izdavački centar MS, Novi Cad, 2010.
- Laza Kostić, Vita nova. Песме и коментари, Službeni glasnik, Beograd, 2012, 213 str.
- Simeon Piščević, Izdavački centar Matice srpske, Novi Sad, 2013.
- Svetozar Matić, Principi srpske versifikacije, Službeni glasnik, Beograd, 2012.
- Lukijan Mušicki, Moje strune, Službeni glasnik, Beograd, 2010.
- Andreas Okopenko, Leksikon jednog sentimentalnog putovanja do susreta u noćnom zloduhu Drudenu, Službeni glasnik, Beograd, 2012, 383 str.
- Silvijus, Fiziologija pesnika, Službeni glasnik, Beograd, 2012.
- Milica Kostić Selem, Ćivot bezumlja, Službeni glasnik, Beograd, 2013.
- Lukijan Mušicki, Izdavački centar Matice srpske, Novi Sad, 2015.
- Jerotej Račanin, Jovan Rajić, Mihailo Maksimović, Izdavački centar Matice srpske, Novi Sad 2017.
- Lukijan Mušicki, Srpska bibliografija, SANU – Biblioteka Matice srpske, Beograd – Novi Sad, 2021.

### Posebna poglavlja u naučnim zbornicima i periodici (izbor)
- „Kratki stih Jovana Sterije Popovića”, Naučni sastanak slavista u Vukove dane, Beograd, XI/1982, 357-362.
- „Odnosi između folkloristike i masovne kulture”, Zbornik radova XXXII kongresa Saveza udruženja folklorista Jugoslavije, Sombor – Novi Sad 1985, 161-164.
- „Ka rimovanoj strofi u srpskoj građanskoj poeziji”, Naučni sastanak slavista u Vukove dane, Beograd, XVI, 1987, 19-23.
- „Lirski deseterac Đure Jakšića”, Stih druge polovine devetnaestog veka. Zbornik radova (ur. S. Petrović), Novi Sad 1987, 135-141.
- „Mala prostonarodnja slaveno-serbska pjesnarica i rukopisne pesmarice srpske građanske poezije”, Naučni sastanak slavista u Vukove dane, Beograd, 1988, 17, 29-38.
- „Kompozicija pesme i njena strofička organizacija”, Stih u pesmi, Zbornik radova (ur. S. Petrović), Novi Sad 1988, 61-64.
- „Kratki stih Marka Marulića”, Dani hvarskog kazališta. Zbornik radova, Split 1989, 119-123.
- „Ne samo ´interpretativni´ prevod (o Panonijevom distihu u prevodu Nikole Šopa)”, Dani hvarskog kazališta. Zbornik radoova, Split 1990, 176-182.
- „Rukopisne pesmarice u XVII stole ć u u Vojnoj krajini i njihov život u XVIII stoleću”, Vojne krajine u jugoslovenskim zemljama u novom veku do Karlovačkog mira 1699. Zbornik radova s naučnog skupa, Beograd 1989 [1990], 339-345.
- „Jovan Skerlić, ili proučavanje srpske književnosti 18. stoleća”, Letopis Matice srpske, Novi Sad, 166/1990, sv. 1-2 (jul –avgust), 97-110.
- „Struktura srpskohrvatskog asimetričnog deseterca u starijim zapisima (XVI-XVIII stoleće)”, Književni rodovi i vrste IV, Beograd 1992, 165-224.
- „Sonet: vezani stih?”, Slowianska metryka porownawcza. V. Sonet, Warszawa 1993, 163-175.
- „Evropski metrički oblici u srpskoj i hrvatskoj poeziji”, Slowianska metryka porownawcza. VI. Europejskie vzorce metryczne w literaturach slowianskich, Warszawa 1995, 219-259.
- „Poezija Pavla Solarića”, Zbornik Matice srpske za književnost i jezik, 43/2-3, 243-256.
- „Novi lik Pavla Jozefa Šafarika”, Pavel Jozef Šafarik – život i delo. Zbornik radova (ur. M. D. Stefanović – M. Harpanj), Novi Sad 1996, 179-219.
- „Nepoznate pesme srpskog građanskog pesništva. Neobjavljene pesme iz pesmarica Tihomira Ostojića u prepisima Vladimira Ćorovića”, Letopis Matice srpske, Novi Sad, 1996, sv. 6 (decembar), 917-943.
- „Gde je Pavel Jozef Šafarik završio svoju istoriju srpske književnosti”, Pavel Jozef Šafarik. 1795-1995. Zbornik radova, Stara Pazova 1997, 31-40.
- „Nepoznata (zaboravljena) pesma Jovana Rajića o Marku Kraljeviću i njegovoj ženi”, Jovan Rajić – život i delo. Zbornik radova (ur. M. Frajnd), Beograd 1997, 189-208.
- „Srpska građanska poezija u ’Drugoj knjizi seoba’ Miloša Crnjanskog”, Iz književnosti: poetika – kritika – istorija. Zbornik radova u čast akademika Predraga Palavestre, Beograd 1997, 307-313.
- „Poezija Pavla Solarića”, Književno nasljeđe Srpske Krajine (ur. D. Ivanić), Novi Sad 1997, 243-256.
- „Slobodni stih u srpskoj i hrvatskoj poeziji dvadesetih godina XX stoleća”, Slowianska metryka porownawcza VII. Wiersz wolny. Geneza i ewolucja do roku 939 (zbornik radova), Warszawa 1998, 171-204.
- „Asismetrični deseterac u srpskoj građanskoj poeziji” (na srpskom i na ruskom), Slovenska metrika, Moskva – S.Peterburg 1998, 273-281.
- „Sonet u savremenoj srpskoj i hrvatskoj poeziji (1945-1980) ”, Sonet u evropskoj tradiciji (zbornik radova), Beograd 2001, 305-332.
- „Poezija Jovana Rajića”, Zbornik radova naučnog skupa Jovan Rajić, istoričar, pesnik i crkveni velikodostojnik, Novi Sad, 4-5. oktobar 2001, Novi Sad 2002, 65-71.
- „Još jedna knjiga iz knjižnice Dositeja Obradovića”. Iz poetike sentimentalizma u srpskoj književnosti, Naučni sastanak slavista u Vukove dane, Beograd 2002, XXXI/2, 277-290.
- (zajedno s Kacziba Ágnes) „Beleške o jednom srpskom ćiriličkom rukopisu, Simeonovom tipiku”, Cirill és Metód példáját követve... Tanulmányok H. Tóth Imre 70. születésnapjára, Szeged 2002, 463-478.
- „Autor i junak: Bocca della verità autobiografije”, Žanrovi srpske književnosti. Poreklo i poetika oblika 2 (ur. Z. Karanović), Novi Sad 2005, 113-133.
- „Čitate li Steriju? Nacrt za periodizacijsko razumevanje zbirke Davorje”, Jovan Sterija Popović – klasik koji nam se obraća. Radovi sa međunarodnog naučnog skupa održanog 24. i 25. marta 2006. godine na Univerzitetu Paris IV – Sorbona (prir. S. Anđelković i P.-L. Thomas), Vršac 2006, 124-138.
- „. (Mogućnost za drukčiju književnu istoriografiju”, Zlatni vek Miroslava Josića Višnjića. Zbornik radova sa okruglog stola 9. septembra 2006, Sombor 2006, 69-81.
- „Satira u srpskoj književnosti XVIII stoleća. Prilog istoriji književnosti”, Žanrovi srpske književnosti 3 (ur. Z. Karanović), Novi Sad 2006, 187-202.
- „Pojam komičkog u srpskoj književnosti XVIII stoleća”, Naučni sastanak slavista u Vukove dane, Beograd 2006, XXXV/2, 139-149.
- „Fantastika u književnosti – pleonazam? ”, Naučni sastanak slavista u Vukove dane, Beograd 2007, XXXVI/2.
- „Lukijan Mušicki i/ili Jovan Sterija Popović”, Zbornik SANU, Beograd 2007.
- „Jedan nepoznati tekst Dositeja Obradovića (prilog poetici predgovora)”, Književni žanrovi i vrste 4 (ur. Z. Karanović), Novi Sad 2007.
- „Pesme Jovana Rajića u rukopisnim pesmaricama”, Zbornik Matice srpske za književnost i jezik, Novi Sad, XXXI/2, 1983, 271-278.
- (s M. Kleut) „Dopuna bibliografiji srpskih rukopisnih pesmarica”, Zbornik Matice srpske za slavistiku, Novi Sad, 26, 1984, 139-164.
- (prevod s nemačkog) R. Varning, „Imitacija i intertekstualnost. Nacrt za istoriju lirskog rascepa amorteologije”, Polja, Novi Sad, XXXI/1985, 311, 31-34; 312 313, 81-84.
- (prevod s nemačkog) J. Schulte Sasse, „Autonimija kao vrednost. O istorijskoj i recepcijsko-estetičkoj kritici ideologizovanog pojma”, Delo, Beograd, XXXIII/1987, 5, 64-91.
- „Nemški prevod srbskih in hrvaških ljudskih pesmi”, Slavistična revija, Ljubljana, XXXVI/1988, 4, 449.452.
- „Kratki stih Marka Marulića”, Mogućnosti, Split, XXXVII/1989, 1-2, 82-85.
- „Stih i strofa srpske građanske poezije”, Književna istorija, Beograd 1989, 81-82, 163-170.
- „Mogućnosti i granice prevoda”, Rukovet, Subotica, 1990, 4, 1281-1282.
- „Jovan Skerlić, ili proučavanje srpske književnosti 18. stoleća”, Letopis Matice srpske, Novi Sad, CLXVI/1990, sv. 1-2 (jul-avgust), 97-110.
- „Simeon Piščević – građa za istoriju srpske književnosti”, Danica. Srpski narodni kalendar ilustrovani za godinu 1995, Beograd 1994, 69-81.
- „Nepoznate pesme srpskog građanskog pesništva”, Letopis Matice srpske, Novi Sad, 1996, sv. 6 (decembar), 917-943.
- „Novo čitanje tradicije”. (Okrugli sto), Letopis Matice srpske, Novi Sad, CLXXIII/1997, sv. 6 (jun), 916-921.
- „Poezija Pavla Solarića”, Zbornik Matice srpske za književnost i jezik, Novi Sad, XLIII/1995 (1997!), 2-3, 243-256.
- „Katalog srpskih knjiga XVIII veka”, Zbornik Matice srpske za slavistiku, Novi Sad, 1998, 54-55, 282-285.
- „Putopisna beleška o Valjevu iz 1922. godine”, Kolubara. Veliki narodni kalendar za prostu 1999. godinu, Valjevo 1999, 183-187.
- „Nepoznati rukopisi Vladimira Ćorovića”, Letopis Matice srpske, Novi Sad, CLXXV/1999, sv. 4 (april), 554-562.
- „Današnja ruska nauka o Pavelu Jozefu Šafariku”, Zbornik Matice srpske za slavistiku, Novi Sad 1998 (1999), br. 54-55, 273-278.
- „Nad fototipskim izadnjem”, Zbornik Matice srpske za klasične studije, Novi Sad, 2002-2003, br. 4-5, 113-122.
- „Naravoučiteljna komedija (Emanuil Janković) ”, Zbornik Matice srpske za književnost i jezik, Novi Sad, LI/2003, sv. 3, 565-578.
- „Zaharija Orfelin i knjiga”, Godišnjak Biblioteke Matice srpske za 2003, Novi Sad 2004, 145-152.
- „Novo tumačenje odnosa između Narcisa i nimfe Eho”, Zbornik Matice srpske za klasične studije, Novi Sad, 2005, br. 7, 180-183.
- „Antika kao most ka novom dobu”, Zbornik Matice srpske za klasične studije, Novi Sad, 2005, br. 7, 189-191.
- „In memoriam: Sergej Sergejevič Averincev (1937-2004)”, Zbornik Matice srpske za klasične studije, Novi Sad, 2005, br. 7, 211-213.
- „Otkrivanje sopstvene tradicije. Jovan Došenović: Sabrane pjesme»” , Letopis Matice srpske, Novi Sad, 182/2006, sv. 5 (maj), 946-951.
- „Esej i/ili ogled Sretena Marića”, Raskršća, Novi Sad – Kosjerić, 2007, br. 5.
- „Na polzu i uveselenije”, u zborniku radova Fruška gora, Zavod za udžbenike, Beograd 2007, str. 319-339.
- Čitate li Steriju? (Nacrt za periodizacijsko razumevanje zbirke „Davorje”), objavljeno u knjizi Jovan Sterija Popović klasik koji nam se obraća. Radovi sa međunarodnog naučnog skupa održanog 24. i 25. marta 2006. godine na Univerzitetu Pariz IV – Sorbona. Prir. S. Anđelković i P.-L- Thomas, KOV, Vršac 2006, str. 124-138.
- Satira u srpskoj književnosti (Prilog istoriji književnosti), Žanrovi srpske književnosti. Zbornik br., Filozofski fakultet i Orpheus, Novi Sad 2006, str. 187-202.[15]
- Pojam komičkog u srpskoj književnosti XVIII stoleća, Naučni sastanak slavista u Vukove dane, knj. 35/2, Beograd 2006, 139-149.
- Pesničke poslanice Lukijana Mušickog ili dnevnik u stihovima, predgovor knjizi Lukijan Mušicki, Pesme, Srpska književna zadruga, Beograd 2005 [2006], str. VII-XXVII.
- Novo tumačenje odnosa između Narcisa i nimfe Eho (Joachim Ringleben: „Woran stirbt Narziß? Widerhall und Spiegelbild als tödlicher Schein. Göttingen 2004), prikaz knjige objavljen u časopisu Zbornik Matice srpske za klasične studije, br. 7, Novi Sad 2005 (izašlo u martu 2006), str. 180-183.
- Antika kao most ka novom dobu (Die Präsenz der Antike im Übergang vom Mittelalter zur Frühen Neuzeit, Göttingen 2004), prikaz knjige objavljen u časopisu Zbornik Matice srpske za klasične studije, br. 7, Novi Sad 2005 (izašlo u martu 2006), str. 189-191.
- Sergej Sergejevič Averincev (1937-2004), prikaz života i rada ruskog slaviste Averinceva, objavljeno uZborniku Matice srpske za klasične studije, br. 7, Novi Sad 2005 (izašlo u martu 2006), str. 211-213.
- „. Mogućnost za drukčiju književnu istoriografiju”. Objavljeno u zborniku „Zlatni vek Miroslava Josića Višnjića”. Zbornik sa Okruglog stola 9. septembra 2006, Gradska biblioteka Karlo Bjelicki, Sombor 2006, 69-81.
- „Esej i/ili ogled”. – Raskršća, Novi Sad-Kosjerić, god. 4, 2007, br. 5, 35-40.
- „Na polzu i uveselenije”, u zborniku radova Fruška gora, Zavod za udžbenike, Beograd 2007, str. 319-339.
- „Borivoje Marinković, Skriveni svet Vladimira Ćorovića”. – Prilozi za književnost, jezik, istoriju i folklor, Beograd, 2007, 457-463.
- Jovan Skerlić, ili proučavanje srpske književnosti 18. stoleća (u zborniku radova, prir. O. Radulović), Filozofski fakultet Novi Sad - Orpheus, Novi Sad 2008, str. 117-132.
- Lisez-vous Sterija? – Esquisse ďunecomprehensiondelapoetiquedurecuil «Somplaintes» („Davorje”), u zborniku s naucnog skupa JovanSterijaPopovic. Un classique parle a notre temps, L´Harmattan, Paris 2008, str. 113-124.
- Heksametar u hrvatskoj i srpskoj književnosti. (Pitanje klasicizma u srpskoj poeziji), u zborniku Slowianska metryka porownawcza VII, Poljska akademija nauka, Warszawa 2008, str. 23-42.
- „Kako danas čitati Džonatana Svifta”, pogovor knjizi Sretena Marića «O Džonatanu Sviftu», „Službeni glasnik”, Beograd 2008, str. 87-99.
- „Mundus nunquam est, nascitur semper et moritur”, pogovor knjizi S. Marića „O tragediji”, „Službeni glasnik”, Beograd 2008., str. 83-95.
- „Beleška nad sabranim delima Dositeja Obradovića”, Književna istorija, Beograd, XL/2008, br. 134-135, str. 35-41.
- „Novi Dositej u bečkom čitanju”,Književna istorija, Beograd, XL/2008, br. 134-135, str. 43-45.
- „Izdavački poduhvat. Uz Sabrana dela Dositeja Obradovića”. – Zadužbina, Beograd, HH/2008, br. 84, 11.
- „Čtuštim v polzu i poučenije”, Zbornik Matice srpske za književnost i jezik, Novi Sad, knj. 56, 2008, sv. 1, str. 218-222.
- „Čemu istoriografija u 18. veku”, Istraživanja (Odsek za istoriju Filozofskog fakulteta u Novom Sadu), 2010, br. 21, str. 125-131.
- „Statistika i stilistika stiha”, u knjizi K. Taranovski: O srpskom stihu, prir. M. D. Stefanović, Službeni glasnik, Beograd, 2010, str. 291-310.
- „Teorija stiha Milana Ćurčina”, u knjizi: Milan Ćurčin: Srpski trohej, prir. M. D. Stefanović, Službeni glasnik, Beograd, 2010, str. 91-121.
- „Putopis kao književna vrsta”, „Književna istorija”, Beograd, XLII/2010, br.140-141, str.111-120.
- „Sonet u srpskoj i hrvatskoj posleratnoj poeziji”, u knjizi Časlava Đorđevića: Antologija srpskog soneta, Službeni glasnik, Beograd, 2010, str. 363-371.
- „Prosvetiteljstvo – diskurs epohe i projekat avangarde” (Oblik jedne izostale debate), u knjizi: Folklor. Poetika. Književna periodika. Zbornik radova posvećen Miodragu Matickom (ur. S. Tutnjević), Institut za književnost i umetnost, Beograd, 2010, str. 577-582.
- „Uborom Srpkinje, hodom Rimke. O poeziji Lukijana Mušickog”, u knjizi Lukijana Mušickog: Moje strune, Službeni glasnik, Beograd, 2010. ????.
- „Čemu stilistika u medijskim studijama”, rad u zborniku Mesto i značaj medijskih studija za međuregionalnu saradnju, Filozofski fakultet, Novi Sad, 2010, str. 11-14.
- „Venecijanski ples Dositejeve reči”, predgovor knjizi: Dositej Obradović, Izdavački centar MS, Novi Sad, 2010, str. 7-23.
- „Vrednovanje istorijske slike srpskog stiha”, pogovor u knjizi: Svetozar Matić, Principi srpske versifikacije, Službeni glasnik, Beograd, 2012, str. 257-266.
- „Profesorov dijalog s literaturom” (prikaz knjige Borivoja Marinkovića „Prelistavanje zaborava (Vuk i drugi)”, Sl. glasnik, 2011, Književna istorija, XLIII/2012, br. 145, str. 911-913.
- „Ogledalo nacionalnog u otačastvoljublju izbeglice” (prikaz knjige Vladimira Simića Za ljubav otadžbine. Patriote i patriotizmi u srpskoj kulturi 18. veka u Habzburškoj monarhiji), Književna istorija, XLIV/2012, br. 146, str. 271-274.
- „Literarna gastronomija”, pogovor knjizi Silvijus, Fiziologija pesnika, Službeni glasnik, Beograd, 2012, str. 103-118.
- „Vita nova Laze Kostića“, pogovor u knjizi Laza Kostić, Vita nova. Pesme i komentari, Službeni glasnik, Beograd, 2012, str. 189-208.
- „Motiv Arkadije u srpskom prosvetiteljstvu”, naučni rad u međunarodnom zborniku Antika, savremeni svet i recepcija antičke kulture (uredn. Ksenija Maricki Gađanski), Društvo za antičke studije Srbije, Beograd, 2012, str. 387-400.
- „Pojam istorije u Pesmarici Vasilija Živkova”, Godišnjak Biblioteke Matice srpske 2011, Novi Sad 2012, str. 60-63.
- „Skendera Kulenovića sonetni okvir”, u: Spomenica Skendera Kulenovića. Povodom stogodišnjice rođenja (1910-2010), ured. akademik Milosav Tešić, Srpska akademija nauka i umetnosti, Beograd, 2012, str. 69-75.
- „Ubilački identiteti u kratkoj prozi Ive Andrića”, Naučni sastanak slavista u Vukove dane, knj. 41/2, Filološki fakultet, beograd, 2012, str. 573-579.
- „Kontekst i tradicija srpske lirike”, knjiga rezimea za međunarodni naučni skup „Naučni sastanak slavista u Vukove dane” s temom „Razvojni tokovi srpske poezije”, Beograd, 2012, str. 87-88.
- „Tradicija prosvećenosti i Letopis Matice srpske: skica jednog paradoksa”, u zborniku radova: Tradicija prosvećenosti i prosvećivanja u srpskoj periodici (ur. Tatjana Jovićević), Institut za književnost i umetnost, Beograd, 2012, str. 141-155.
- „Skepsa kao tolerancija i, gle, prijateljstvo”, pogovor knjizi: S. Marić: O Montenju, Službeni glasnik, Beograd, 2012, str. 97-107, drugo izdanje.
- „Moral, moral, moral! Strast, strast, strast! ”, pogovor knjizi: S. Marić, O Stendalu, Službeni glasnik, Beograd, 2012, str. 97-111, drudo izdanje.
- Pogovor „Dušo stražarice” o Rembou i Sretenu Mariću u knjizi Sreten Marić, O Rembou, Službeni glasnik, Beograd, 2012, drugo izdanje.
- „Miloš N. Đurić i srpska narodna kultura”, rezime izlaganja na međunarodnom naučnom skupu, objavljen u knjizi rezimea Antika i savremeni svet: naučnici istraživači i tumači. 7. međunarodni naučni skup, izdavač Društvo za antičke studije, Beograd – Sremska Mitrovica, 12-14. oktobar 2012, str. 10-11.
- „Orpheus lyricus et dramaticus”, Zbornik MS za književnost i jezik, knj. 60, sv. 1, 2012, str. 233-236.
- „Maštovitost avangardne književnosti”, pogovor knjizi: Andreas Okopenko, Leksikon jednog sentimentalnog putovanja do susreta u noćnom zloduhu Drudenu, Službeni glasnik, Beograd, 2012, str. 367-383.
- „Pavel Jozef Šafarik i bibliografija”, zbornik s naučnog skupa, Narodna biblioteka Srbije, Beograd, 2013.
- „Nepoznati rukopisi Georgija Mihailovića”, skup bibliografa, Inđija, 2013.
- Mačem i perom: odiseja i sudbina (pogovor knjizi) Simeon Piščević (prir. M. D. Stefanović), Novi Sad, 2013.
- Miloš N. Đurić o narodnoj poeziji, u zborniku Antika i savremeni svet, Antičko društvo Srbije, Beograd, 2013.
- „Carmina burana srpske lirike: građanska poezija”, Pesmarice: Priča o boju kosovskom (ur. D. Grbić), Biblioteka Matice srpske, Novi Sad 2015, 109-121.
- U svim dušinim padežima: knjiga, Godišnjak Biblioteke Matice srpske za 2012. godinu, Biblioteka Matice srpske, Novi Sad, 2013.
- „Amor teše luk: stil i stav u srpskoj lirici doba prosvetiteljstva”, Vek prosvetiteljstva u srpskoj kulturi. Zbornik radova (ur. D. Ivanić i dr.), Zadužbina Dositej Obradović, Beograd 2020, 137-147.

### Prevodi sа nemačkog, francuskog i slovenačkog (izbor)
- Rainer Grübel, Forsocy (formalisti – sociolozi), Izraz, Sarajevo, XXII/1978, br. 6, str. 798-824.
- Rajner Varning, Imitacija i intertekstualnost. Nacrt za istoriju lirskog rascepa amorteologije (Dante, Petrarka, Bodler), Polja, Novi Sad, XXXI/1985, br. 311 (januar), str. 31-34; br. 312-313 (febraur – mart), str. 81-84.
- Helmut Heisenbütel, Jesen priča, Polja, Novi Sad, XXXII/1986, br. 330-331, str. 360.
- Maria Mog-Grünewald, Istraživanje uticaja i recepcije, Polja, Novi Sad, XXXIII/1987, br. 335, str. 40-45.
- Jochen Schulte-Sasse, Autonomija kao vrednost. O istorijskoj i recepcijsko-estetičkoj kritici ideologizovanog pojma, Delo, Beograd, XXXIII/1987, br. 5, str. 64-91.
- Milo Dor, Vreme prilagođavanja, Polja, Novi Sad, XXXIV/1988, br. 352, str. 262-263.
- Andreas Okopenko, Leksikon jednog sentimentalnog putovanja do susreta u noćnom zloduhu Drudenu, Službeni glasnik, Beograd, 2012, str. 383.

### Prikazi nemačkih neprevedenih knjiga i časopisa
- Prvi prikaz na srpskom knjige Umberta Eka Ime ruže”: „Istorija inteligencije u krugu s lavirintom”, Letopis Matice srpske, CLIX/1983, br. 5 (novembar), str. 618-621.
- Prikaz knjige naučnih radova o delu U. Eka: „Maska genijalnog hica”, Letopis Matice srpske, CLXI/1985, br. 2 (febraur), str. 323-326.
- „Parsifal – moje ime” (Text+Kritik, Minhen 1984), Letopis Matice srpske, CLXI/1985, sv. 3 (mart), str. 473-474).
- „Kasandra ili otpor (o novom istoimenom romanu Kriste Wolf)”, Letopis Matice srpske, CLXI/1985, br. 4 (april), str. 654-655.
- „Ilustrovana istorija trivijalne literature” (P. Heiner, Illustrierte Geschichte der Trivialliteratur, Hildesheim 1983), Letopis Matice srpske, CLXI/1985, br. 6 (jun), str. 1020-1021.
- „Erzählgut der Kroaten aus Stinatz im südlichen Burgenland”, Zbornik Matice srpske za slavistiku, 1985, br. 28, str. 186-187.
- „Mandarin u supermarketu” (o romanu Petera Handkea „Kinez bola”), Letopis Matice srpske, CLX/1984, br. 6 (jun), str. 984-987.
- „Zločinac iz zaboravljene sfere ili životno-mirisni tok parfem-ubice” (o najnovijem romanu Petera Süskinda, Parfüm, Cirih 1985), Letopis Matice srpske, CLXI/1985, br. 5 (novembar), str. 649-651.
- „Hladni bilans usputnih beležaka” (Martin Walser: Messmers Gedanken, Frankfurt 1985), Letopis Matice srpske, CLXII/1986, br. 1 (januar), str. 155-156.
- „Spas u humanosti” (Thomas Bernhardt: Alte Meister, Frankfurt 1985), Letopis Matice srpske, CLXII/1986, br. 1 (januar), str. 156-157.
- „Sarkastična parabola o životu i smrti” (Martin Walser: Brandung, Frankfurt 1985), Letopis Matice srpske, CLXII/1986, br. 2 (februar), str. 309-310.
- „Umetnost i zadovoljstvo” (Die Wasserzeichen der Poesie, Nordlingen 1985), Letopis Matice srpske, CLXII/1986, br. 4 (april), str. 616-617.
- „Čežnja za životom” (o novom romanu Erike Pedreti na nemačkom), Letopis Matice srpske, CLXII/1986, br. 1-2 (jul-avgust), str. 217-218.
- „Opsade stvarnosti” (o novom romanu Ursa Jega na nemačkom), Letopis Matice srpske, CLXII/1986, br. 4 (oktobar), str. 632-633.
- „Miris svile” (Patrick Süsskind: Die Taube, Zürich 1987), Letopis Matice srpske, CLXIII/1987, br. 3 (septembar), str. 461-462.
- „Poezija ironije i anegdote” (o novoj pesniökoj zbirci Ralpha Rotmanna), Letopis Matice srpske, CLXIII/1987, br. 5 (novembar), str. 824-825.
- „Komunikacija kao ritual” (o Zeitschrift für Literaturwissenschaft und Linguistik, br. 65/1987), Letopis Matice srpske, CLXIV/1988, br. 1 (januar), str. 157-158.
- „Bunt semantičkog konkretizma” (o knjigama Uwe Dicka), Letopis Matice srpske, CLXIV/1988, br. 2 (febraur), str. 325-327.
- „Veština poigravanja” (o novom romanu Martina Walsera), Letopis Matice srpske, CLIV/1988, br. 5 (maj), str. 850-851.
- „Nemški prevod srbskih in hrvaških ljudskih pesmi” (Hans Diplich, Hoch am Himmel steht ein Falke, München 1985), Slavistiöna revija, Ljubljana, XXXVI/1988, br. 4, str. 449-452.
- H. M. Enzelsberger: Mittelmass und Wahn. Gesammelte Zerstreunugen, Frankfurt 1989, Letopis Matice srpske, CLXV/1989, br. 6 (jun), str. 796-799.
- * Mirjana D. Stefanović; MAPLE IN SERBIAN CULTURE [а]

## Spoljašnje veze
- Mirjana D. Stefanović; MAPLE IN SERBIAN CULTURE
- Mirjana D. Stefanović na knjizara.com
- Mirjana D. Stefanović, AUTOBIOGRAFIJA, na markat.rs
- Mirjana D. Stefanović, „Ne samo ´interpretativni´ prevod (o Panonijevom distihu u prevodu Nikole Šopa)”
- Mirjana D. Stefanović, Pročitaj pa reci hop